# Нельсон Вайпер
Нельсон Фелікс Патрик Вайпер (нім. Nelson Felix Patrick Weiper, нар. 17 березня 2005, Майнц, Німеччина) — німецький футболіст, нападник клубу «Майнц 05».

## Ігрова кар'єра

### Клубна
Нельсон Вайпер народився у місті Майнц і є вихованцем місцевої футбольної академії клубу «Майнц 05», до якої він приєднався у 2013 році. Починаючи з сезон 2022/23 Вайпера почали залучати до першої команди клубу. 1 жовтня 2022 року він дебютував в основі у матчі Бундесліги. У лютому 2023 року нападник відзначився першим забитим голом на вищому рівні у воротах «Боруссії» з Менхенгладбаха.

### Збірна
У 2022 році Нельсон Вайпер у складі юнацької збірної Німеччини (U-17) брав участь у юнацькій першості Європи, що проходила на полях Ізраїля. На турнірі футболіст забив три голи.

## Нагороди
- Медаль Фріца Вальтера (кращий гравець до 17-ти років): 2022[4]

## Особисте життя
Нельсон народився в інтернаціональній родині. Його мама за походженням албанка. Брат Нельсона Генрік також професійний футболіст і висткпає за молодіжні збірні Албанії та Косова.